# Marchesale
Marchesale este o arie protejată (arie specială de conservare — SAC, sit de importanță comunitară — SCI) din Italia întinsă pe o suprafață de 1.545 ha, integral pe uscat.

## Localizare
Centrul sitului Marchesale este situat la coordonatele 38°31′25″N 16°15′19″E / 38.523611°N 16.255278°E.

## Înființare
Situl Marchesale a fost declarat sit de importanță comunitară în septembrie 1995 pentru a proteja 6 specii de animale. Situl a fost protejat și ca arie specială de conservare în iunie 2017.

## Biodiversitate
Situată în ecoregiunea mediteraneană, aria protejată conține 6 habitate naturale: Păduri aluvionare cu Alnus glutinosa și Fraxinus excelsior (Alno-Padion, Alnion incanae, Salicion albae), Mlaștini turboase de tranziție și turbării mișcătoare, Ape stătătoare oligotrofe până la mezotrofe, cu vegetație de Littorelletea uniflorae și/sau de Isoëto-Nanojuncetea, Păduri de fag din Apenini cu Taxus și Ilex, Păduri de Castanea sativa, Păduri de Abies alba din Apeninii sudici.
La baza desemnării sitului se află mai multe specii protejate de  păsări (6): caprimulg (Caprimulgus europaeus), șerpar (Circaetus gallicus), ciocănitoare neagră (Dryocopus martius), sfrâncioc roșiatic (Lanius collurio), gaia neagră (Milvus migrans), viespar (Pernis apivorus).
Pe lângă speciile protejate, pe teritoriul sitului au mai fost identificate 21 de specii de plante, 5 specii de amfibieni, 5 specii de mamifere, 2 specii de nevertebrate, 2 specii de reptile.